# Mozaikszók listája: P
Ezen a lapon a P betűvel kezdődő mozaikszók ábécé rend szerinti listája található. A kis- és nagybetűk nem különböznek a besorolás szempontjából.

## Lista: P
- PÁV – PÁlyaalkalmassági Vizsgálat (hivatásos gépkocsivezetők részére)
- PATA – Paralell-ATA
- PC
  - personal computer - personal computer (személyi számítógép)
  - pc - political correctness (politikai korrektség)
  - player character - ld. szerepjáték
  - ld. még PC (egyértelműsítő lap).
- PDA – personal digital assistant
- PDF – Portable Document Format (hordozható dokumentum formátum)
- PDP – Plasma Display Panel (plazmamegjelenítő)
- PDSZ – Pedagógusok Demokratikus Szakszervezete
- PE – Pannon Egyetem
- PIN – Personal Identity Number (személyi azonosító szám v. kód)
- PFSZ – Palesztin Felszabadítási Szervezet
- PHP
  - Hypertext Preprocessor – Hypertext Preprocessor
  - Personal Home Page – Personal Home Page
- PIM
  - Personal Information Manager
  - Platform Independent Model (platformfüggetlen modell)
- PK Rt. – Pécsi Közlekedési Részvénytársaság
- pjt – Polgári jogi társaság
- PM – Pénzügyminisztérium
- PNG – Portable Network Graphics
- PPKE – Pázmány Péter Katolikus Egyetem
- PS
  - – postscript (utóirat)
  - – Proton Synchrotron – nagy energiájú részecske-gyorsító
- PSW – Program Status Word (státuszregiszter)
- PSZÁF – Pénzügyi Szervezetek Állami Felügyelete
- PTE – Pécsi Tudományegyetem
- PTK – Polgári Törvénykönyv
- PVC – polyvinyl chloride (polivinil-klorid)